# نتا (قبرس)
نتا (به لاتین: Neta) یک منطقهٔ مسکونی در قبرس شمالی است که در ناحیه اسکله واقع شده‌است. نتا ۸۰ نفر جمعیت دارد.